# Erik Ågren (ingenjör)
Erik Karl Gustaf Olof Ågren, född 21 februari 1919 i Göteborg, död 23 december 1994 i Örebro, var en svensk ingenjör.
Ågren, som var son till byråchef Torsten Ågren och Karin Bergman, avlade studentexamen i Stockholm 1938 och utexaminerades från Kungliga Tekniska högskolan 1946. Han var anställd på Stockholms stads stadsingenjörskontor 1947, blev biträdande stadsingenjör i Karlskoga stad 1950, stadsingenjör i Ludvika stad 1953, extra ordinarie länslantmätare i Örebro län 1972 och biträdande överlantmätare där 1973. Han var även ledamot av fastighetstaxeringsnämnden. Ågren är gravsatt i minneslunden på Längbro kyrkogård i Örebro.